# لينو مالدونادو
لينو مالدونادو (بالإسبانية: Lino Maldonado)‏ (27 يوليو 1990 بتشيلي - ) هو لاعب كرة قدم تشيلي في مركز الهجوم. لعب مع نادي كوبريسال.

## وصلات خارجية
- لينو مالدونادو على موقع قاعدة بيانات كرة القدم.إي يو (الإنجليزية)
- لينو مالدونادو على موقع Soccerway.com (الإنجليزية)
- لينو مالدونادو على موقع AS.com (الإسبانية)